# 卡德利 (喬治亞州)
卡德利（英語：Cadley）是位於美國喬治亞州沃倫縣的一個非建制地區。該地的面積和人口皆未知。

## 地理
卡德利的座標為33°32′01″N 82°39′34″W / 33.53361°N 82.65944°W，而該地的平均海拔高度為169米（即554英尺）。